# Droga wojewódzka 274
Die Droga wojewódzka 274 (DW 274) ist eine einen Kilometer lange Droga wojewódzka (Woiwodschaftsstraße) in der polnischen Woiwodschaft Kujawien-Pommern, die den Bahnhof Emilianowo mit Bydgoszcz verbindet. Die Strecke liegt in der kreisfreien Stadt Bydgoszcz.

## Streckenverlauf
Woiwodschaft Kujawien-Pommern, Kreisfreie Stadt Bydgoszcz
-  Bydgoszcz (Bromberg) (S 5, S 10, DK 5, DK 10, DK 25, DK 80, DW 223, DW 232, DW 256, DW 549)